# Neuville-sur-Authou
Neuville-sur-Authou is een gemeente in het Franse departement Eure (regio Normandië) en telt 128 inwoners (1999). De plaats maakt deel uit van het arrondissement Bernay.

## Geografie
De oppervlakte van Neuville-sur-Authou bedraagt 5,5 km², de bevolkingsdichtheid is 23,3 inwoners per km².
De onderstaande kaart toont de ligging van Neuville-sur-Authou met de belangrijkste infrastructuur en aangrenzende gemeenten.

## Demografie
Onderstaande figuur toont het verloop van het inwonertal (bron: INSEE-tellingen).